# ミミヒダハゲワシ

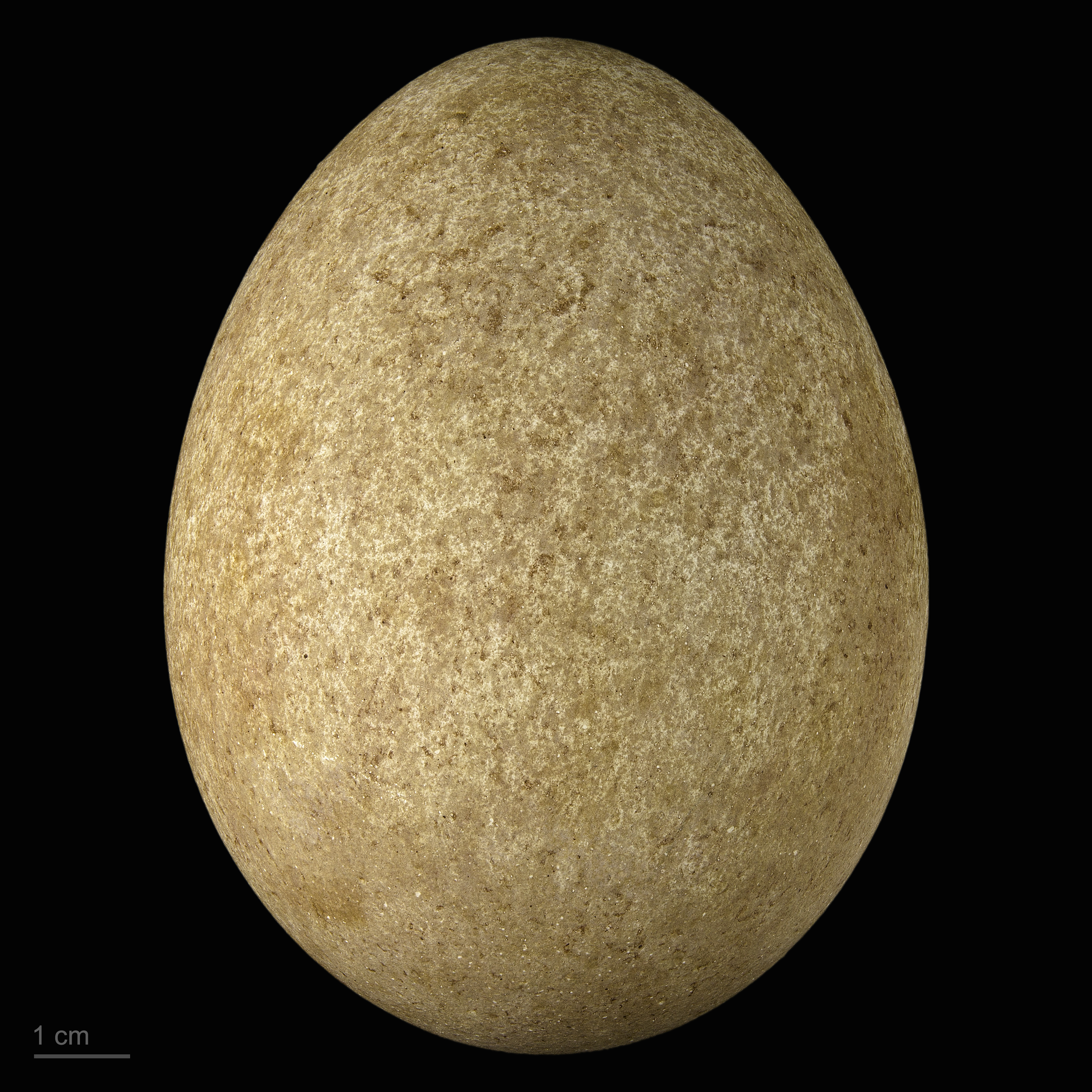
Torgos tracheliotus

ミミヒダハゲワシ（Torgos tracheliotos）は、鳥綱タカ目タカ科ミミヒダハゲワシ属に分類される鳥。本種のみでミミヒダハゲワシ属を形成する。

## 分布
アフリカ大陸南部、アラビア半島南部、イスラエルなどに生息。

## 形態
体長98cm。翼開長約300cm。翼開長が猛禽類の中で最大である。頭部の側面に肉垂と呼ばれる肉のヒダがあるのが特徴。死体を切り裂くため、クチバシの先端は非常に鋭くなっている。

## 生態
主に草原にある動物の死体を食す。死体を探す時は長時間飛翔を続ける。 単独かペアで生活しており、巣は木の枝などを材料にして低木や高木の樹冠部に作られる。